# FCヴェルサイユ78
フットボル・クルブ・ヴェルサイユ78（Football Club Versailles 78）は、フランス・ヴェルサイユを本拠地とするサッカークラブ。2024–25シーズンはフランス全国選手権に所属する。通称FCヴェルサイユ。

## 歴史
1941年、FGSPFに加盟する4つのクラブ（エスペランス・ヴェルサイユ、エスクワド・ヴェルサイユ、スポルタン・ヴェルサイユ、リュドヴィシェンヌ）が合併して誕生したアンタント・スポルティヴ・ヴェルサイユを源流とする。
その後幾度となく合併を繰り返し、現在の名称となったのは1989年。ESヴェルサイユの流れを汲む1960年設立のラシン・クルブ・ドゥ・ヴェルサイユと1958年設立のコンパニョン・スポルティフ・ヴェルサイユの2つのクラブが合併して設立された。
だがこの年を境にクラブの成績は徐々に下降線を辿り、自治体からの支援額を大幅に削減されたことが原因で慢性的な経営問題を抱え、
2007年にはついに8部まで落ちてしまう。
しかし1992–1993年にヴェルサイユユースに在籍していたティエリ・アンリがアーセナルFCからFCバルセロナに移籍した事で育成の連帯金として6万ユーロを得てからは徐々に赤字問題も改善され成績も上向き始め、2017年にはフランス全国選手権3まで返り咲き久々に全国の舞台へと戻ってきた。
更には新しい投資家も経営に参画するなど順風満帆で迎えた2021–22シーズン、FCヴェルサイユはクープ・ドゥ・フランスで初のベスト4進出、リーグ戦でフランス全国選手権への復帰などかつての栄光を取り戻した。

## 主な成績
- フランス全国選手権2・グループ首位 : 2021–22
- フランス全国選手権3・グループ首位 : 2019–20
- 旧ディヴィジョン4・グループ首位 : 1985–86（準優勝）
- パリ・イル＝ド＝フランス地域リーグ Division d'Honneur 優勝 : 1984–85、2016–17

## 歴代所属選手

### トップ所属選手
- ケヴィン・シュール 2010–12
- シャルル・イタンジュ 2018–19
- マチュー・ドセヴィ 2022–23
- ラシド・アリウィ 2022–23
- ファビアン・ルモワーヌ 2022–23
- ピエール＝イヴ・ポロマ 2022–23
- イェレマイン・レンス 2022–24

### 下部組織出身選手
- アラン・ゴマ 1982–88
- ティエリ・アンリ 1992–93
- ジェローム・ロタン 1992–93
- ハテム・ベン・アルファ 1999–00

- ワリド・メスルブ 2003–05
- ケヴィン・シュール 2006–10
- メディ・ラセン